# Хари Потър и Стаята на тайните (филм)
 Тази статия е за филма.  За книгата вижте Хари Потър и Стаята на тайните.  
Хари Потър и Стаята на тайните (на английски: Harry Potter and the Chamber of Secrets) е фентъзи филм от 2002 г., режисиран от Крис Кълъмбъс и разпространяван от Уорнър Брос Пикчърс, базиран на едноименния роман на Дж. К. Роулинг. Продуциран от Дейвид Хейман, филмът е продължение на Хари Потър и Философският камък (2001) и втората част от филмовия франчайз Хари Потър. Във филма участват Даниел Радклиф като Хари Потър, Рупърт Гринт като Рон Уизли и Ема Уотсън като Хърмаяни Грейнджър. Историята проследява втората година на Хари в училището за магия и вълшебство „Хогуортс“, където наследникът на Салазар Слидерин отваря Стаята на тайните, отприщвайки чудовище, което вкаменява учениците от училището.
Премиерата на филма в Обединеното кралство и Съединените щати е на 15 ноември 2002 г., разпространяван от Уорнър Брос Пикчърс. Критиците хвалят неговия по-мрачен сюжет, декори и история, подходящи за млада аудитория, и получава критичен и търговски успех, като печели 879 милиона долара в световен мащаб и се превръща във втория най-касов филм за 2002 г. Филмът е номиниран за много награди, включително наградата БАФТА за най-добър дизайн на продукцията, най-добър звук и най-добри специални визуални ефекти. Последва го Хари Потър и Затворникът от Азкабан (2004).

## Сюжет
Прекарвайки лятото със семейство Дърсли, Хари Потър среща домашното духче Доби, което го предупреждава, че е опасно да се връща в „Хогуортс“. Доби саботира важна вечеря за Дърсли, които заключват Хари, за да попречат на връщането му в Хогуортс. Приятелят на Хари Рон Уизли и братята му Фред и Джордж го спасяват в летящата кола на баща им.
На улица „Диагон-Али“ Хари, семейство Уизли и Хърмаяни Грейнджър забелязват книга, подписана от Гилдрой Локхарт, новия учител по Защита срещу черните изкуства. Там Хари вижда бащата на Драко Малфой, Луциус, да пуска книга в котлето на Джини Уизли. След като им е блокиран достъпът до перон 9 3⁄4 на гара Кингс Крос, Хари и Рон вземат колата до „Хогуортс“. Там те се блъскат в Плашещата върба, а пръчката на Рон се чупи и двамата получават наказание.
По време на наказанието Хари чува странен глас и по-късно намира котката на пазача Аргус Филч, Госпожа Норис, вкаменена до съобщение, написано с кръв: „Стаята на тайните е отворена, пазете се врагове на наследника“. Предполага се, че един от основателите на „Хогуортс“, Салазар Слидерин, е построил тайна стая, съдържаща чудовище, което само неговият наследник може да контролира, способно да прочисти училището от ученици, родени от мъгъли. За да разрешат тази мистерия, Хари, Рон и Хърмаяни планират да разпитат Малфой, използвайки многоликова отвара, която варят в тоалетната, обитавана от Стенещата Миртъл, която е призрак.
По време на мач по куидич ръката на Хари е счупена от омагьосан блъджър. Доби го посещава в болничното крило и разкрива, че е затворил бариерата към перон 9 3⁄4 и е накарал блъджъра да преследва Хари, за да го принуди да напусне училището. Той също така разкрива, че Стаята е била отворена в миналото. Когато Хари говори със змия, учениците вярват, че той е наследникът. Преобразени като двама от приятелите на Малфой, Хари и Рон научават, че той не е наследникът, но разбират, че момиче, родено от мъгъли, е починало при последното отваряне на Стаята. Хари намира омагьосан дневник, собственост на бившия ученик Том Риддъл, който е отворил Стаята и впоследствие обвинил Рубиъс Хагрид, което води до изключването му. Когато дневникът е откраднат и Хърмаяни е вкаменена, Хари и Рон разпитват Хагрид. Професор Дъмбълдор, министърът на магията Корнелиус Фъдж и Луциус пристигат, за да отведат Хагрид в Азкабан, но той дискретно казва на момчетата да „следват паяците“. В Забранената гора Хари и Рон срещат гигантския домашен любимец на Хагрид – паяка Арагог, който разкрива невинността на Хагрид.
Страница от книга в ръката на Хърмаяни идентифицира чудовището като базилиск, гигантска змия, която убива хора, които правят директен зрителен контакт с нея; вкаменените жертви са го виждали само индиректно. Персоналът на училището научава, че Джини е отведена в Стаята и номинира Локхарт да я спаси. Хари и Рон намират Локхарт, който се готви да избяга, разкривайки го като измамник. Заключавайки, че Миртъл е момичето, родено от мъгъли, което базилискът е убило, те намират входа на Стаята в тоалетната, която тя обитава. Веднъж вътре, Локхарт се опитва да спре Хари и Рон, като използва заклинание за забрава. Въпреки това, тъй като той взима счупената пръчка на Рон, заклинанието има обратен ефект, изтривайки паметта на Локхарт и причинявайки пропадане на скали, което разделя Хари от Рон и Локхарт.
Хари влиза сам в Стаята и открива Джини в безсъзнание, пазена от Риддъл. Риддъл се оказва наследникът на Слидерин и по-младото аз на Волдемор. Той използва дневника, за да манипулира Джини да отвори отново Стаята. След като Хари изразява своята лоялност към Дъмбълдор, домашният любимец на последния фениксът Фоукс пристига с Разпределителната шапка, карайки Риддъл да призове базилиска. Фоукс ослепява базилиска и Разпределителната шапка, в която е мечът на Грифиндор, с който Хари се бие с базилиска. След борба той го убива, но е отровен от един от зъбите му.
Въпреки нараняването си, Хари пробожда дневника със зъба на базилиска, унищожавайки Риддъл и съживявайки Джини. Сълзите на Фоукс лекуват Хари, който се завръща в „Хогуортс“ с приятелите си и объркания Локхарт, спечелвайки похвалата на Дъмбълдор и освобождаването на Хагрид. Хари обвинява Луциус, господаря на Доби, че е сложил дневника в котлето на Джини и го подмамва да освободи Доби. Жертвите на базилиска са излекувани, Хърмаяни се събира отново с Хари и Рон, а Хагрид е освободен от Азкабан.

## Актьорски състав
- Даниъл Радклиф – Хари Потър, 12-годишен британски магьосник, известен с това, че е оцелял като дете след убийството на родителите си от ръцете на злия магьосник Лорд Волдемор, който сега влиза във втората си година на обучение в училището за магия и вълшебство „Хогуортс“.[7]
- Рупърт Гринт – Рон Уизли, най-добрият приятел на Хари в „Хогуортс“ и най-малкият син на магьосническото семейство Уизли.[8]
- Ема Уотсън – Хърмаяни Грейнджър, най-добрата приятелка на Хари и умът на триото.[9]
- Кенет Брана – Гилдрой Локхарт, известен автор и новият учител по Защита срещу черните изкуства в „Хогуортс“.[10] Хю Грант е първият избор за ролята на Локхарт,[11] но поради докладвани конфликти в графика той не успява да изиграе ролята.[12] Алън Къминг е другият вариант, но се оттегля поради спорове в заплащането.[13]
- Джон Клийз – Почтибезглавия Ник, духът бродник на дом „Грифиндор“.[14]
- Роби Колтрейн – Рубиъс Хагрид, полувеликан и пазач на ключовете и дивеча в „Хогуортс“, който е обвинен в отварянето на Стаята на тайните и е изпратен в Азкабан по заповед на Луциус Малфой.[15] Мартин Бейфийлд играе младия Хагрид.[16]
- Уоруик Дейвис – Филиус Флитуик, учителят по вълшебство и ръководител на дом „Рейвънклоу“.[17]
- Ричард Грифитс – Върнън Дърсли, вуйчото на Хари, който презира магьосниците; работи като директор в компания за дрелки.[18]
- Ричард Харис – Албус Дъмбълдор, директор на „Хогуортс“ и един от най-известните и могъщи магьосници на всички времена.[19] Това е последният игрален филм на Харис, който умира малко преди премиерата. Ролята на Дъмбълдор се играе от Майкъл Гамбън от Хари Потър и Затворникът от Азкабан нататък.[20]
- Джейсън Айзъкс – Луциус Малфой, бащата на Драко и бивш ученик в „Хогуортс“ от дом „Слидерин“, който в момента е настоятел в училището.[21]
- Маги Смит – Минерва Макгонагъл, заместник-директор на „Хогуортс“, ръководител на дом „Грифиндор“ и учителката по трансфигурация.[22]
- Джема Джоунс – Мадам Помфри, медицинската сестра в „Хогуортс“.[23]
- Алън Рикман – Сивиръс Снейп, учителят на отвари и ръководител на дом „Слидерин“.[24]
- Фиона Шоу – Петуния Дърсли, лелята на Хари.[25]
- Джули Уолтърс – Моли Уизли, майката на Рон.[26]
- Хари Мелинг – Дъдли Дърсли, братовчедът на Хари.
- Джеймс Фелпс и Оливър Фелпс – Фред и Джордж Уизли, братя на Рон.
- Крис Ранкин – Пърси Уизли, по-големият брат на близнаците Уизли и префект на дом „Грифиндор“.
- Бони Райт – Джини Уизли, сестрата на Рон и най-малкото дете на семейство Уизли.
- Том Фелтън – Драко Малфой, ученик от „Слидерин“ и съперник на Хари.
- Джейми Уейлет – Винсънт Краб, съученик на Малфой от „Слидерин“.
- Джошуа Хърдман – Грегъри Гойл, съученик на Малфой от „Слидерин“.
- Матю Луис – Невил Лонгботъм, съученик на Хари от „Грифиндор“.
- Девън Мъри – Шеймъс Финигън, съученик на Хари от „Грифиндор“.
- Алфред Енок – Дийн Томас, съученик на Хари от „Грифиндор“.
- Дейвид Брадли – Аргус Филч, пазачът в „Хогуортс“.
- Шон Бигърстаф – Оливър Ууд, пазач на отбора по куидич на „Грифиндор“ и негов капитан.
- Лесли Филипс – Разпределителната шапка (глас).
- Крисчън Коулсън – Том Мерсовлуко Риддъл, проявление на младия Лорд Волдемор.[27] Преди Коулсън да бъде избран, Еди Редмейн – който по-късно играе Нют Скамандър във филмовата поредица Фантастични животни – се явява на прослушване за ролята.[28]
- Марк Уилямс – Артър Уизли, бащата на Рон.[29]
- Шърли Хендерсън – Стенещата Миртъл, дух от „Хогуортс“.
- Мириам Марголис – Помона Спраут, учителката по билкология и ръководител на дом „Хафълпаф“.[30]
- Хю Мичъл – Колин Крийви, първокурсник от дом „Грифиндор“, който е почитател на Хари.
- Робърт Харди – Корнелиус Фъдж, министърът на магията.[31]
- Тоби Джоунс – Доби (глас).
- Джулиън Гроувър – Арагог (глас).

## Продукция

### Костюми и сценография
Дизайнерът на продукцията Стюарт Крейг се завръща за продължението, за да проектира нови елементи, които не са виждани в първия филм. Той проектира „Хралупата“ въз основа на интереса на Артър Уизли към мъгълите, построена вертикално от архитектурни останки. Летящата кола на г-н Уизли е създадена от Форд Англия 105E от 1962 г. Стаята на тайните, с дължина над 76 метра и 36,5 метра ширина, е най-големият декор, създаден за филмовата поредица. Офисът на Дъмбълдор, в който се намират Разпределителната шапка и мечът на Грифиндор, също е създаден за филма.
Линди Хеминг е дизайнерът на костюми за Стаята на тайните. Тя запазва много от вече установените костюми на героите и избира да се съсредоточи върху новите герои, въведени в продължението. Гардеробът на Гилдрой Локхарт включва ярки цветове, в контраст с „тъмните, приглушени или мрачни цветове“ на другите герои. Брана казва: „Искахме да създадем хибрид между денди от епохата и някой, който изглежда така, сякаш може да се впише в „Хогуортс“. Хеминг също усъвършенства костюма на Луциус Малфой. Една от първоначалните концепции е той да носи костюм на райета, но е променен с кожи и бастун със змийска глава, за да се подчертае аристократичността му и да се отрази „усещането за старинност“.

### Заснемане
Основните снимки започват на 19 ноември 2001 г., само три дни след премиерата на първия филм. Работата по втората част започва три седмици по-рано, главно за сцените с летящата кола. Заснемането се провежда основно в Лийвсдън Филм Студиос в Хартфордшър, както и на остров Ман. Жп гара Кингс Крос е използвана като място за заснемане на перон 9 ¾, въпреки че жп гара Сейнт Панкрас е използвана за външните сцени. Катедралата в Глочестър е използван като декор на „Хогуортс“, заедно с катедралата в Дърам, замъка Алнуик, абатство Лакок, и Бодлиевата библиотека в Оксфордския университет. „Хралупата“ е пред Лийвсдън Студиос.
Роджър Прат е привлечен като оператор за Стаята на тайните, за да придаде на филма „по-мрачно и остро усещане“ от предшественика си, което отразява „израстването на героите и историята“. Режисьорът Крис Кълъмбъс избира да използва ръчни камери, за да позволи повече свобода на движение= Професорът по лингвистика от  Кеймбриджкия университет Франсис Нолан създава змийския, езикът, говорен със змиите във филма. Основните записи приключват през юли 2002 г.

### Звуков дизайн
Поради събитията, които се случват в Хари Потър и Стаята на тайните, звуковите ефекти на филма са много по-обширни, отколкото в предишната част. Звуковият дизайнер и съконтролиращ звуков редактор Ранди Том се връща за продължението, използвайки цифровата аудио работна станция Про туулс, за да завърши работата, която включва първоначални концепции, направени в Скайуолкър Саунд в Калифорния, и основна работа, извършена в Шепъртън Студиос в Англия.
Том иска да даде глас на Плашещата върба, дълбоко ръмжене, за което той използва собствения си глас, забавен, изравнен и усилен с баси. За мандрагорите той комбинира бебешки плач с женски писъци, за да „го направи достатъчно екзотично, така че да си помислите: „Хм, никога не съм чувал нещо подобно преди“.
Том описва базилиска като предизвикателство, „защото е гигантска змия, но също така е и като дракон – не много змии имат такива зъби. Той трябва да съска, трябва да реве и има моменти накрая, когато изпитва огромна болка“. Той смесва собствения си глас, рев на тигър и вокализации на кон и слон.

### Специални и визуални ефекти
Създаването на визуални ефекти отнема девет месеца – до 9 октомври 2002 г., когато филмът е завършен. Индустриал Лайт енд Меджик, Мил Филм, Мувинк Пикчър Къмпани, Сайнсайт и Фреймстор обработват приблизително 950 кадъра с визуални ефекти във филма. Джим Мичъл и Ник Дейвис служат като ръководители на визуалните ефекти. Те са отговорни за създаването на Доби, базилиска и корнуолските феи, наред с други. Час Джарет служи като супервайзър, наблюдаващ подхода на всеки кадър, който съдържа тези компютърно генерирани герои във филма. С екип от 70 души, компанията произвежда 251 кадъра, 244 от които достигат до филма, от септември 2001 г. до октомври 2002 г.
Екипът за визуални ефекти работи заедно с ръководителя на ефектите на същества Ник Дъдман, който създава феникса Фоукс, мандрагорите, Арагог и първите 8 метра от базилиска. Според Дудман Арагог е най-предизвикателният герой за създаване. Гигантският паяк е висок 3 метра с размах на краката от 5 метра, всеки от които трябва да бъде контролиран от различен член на екипа. Цялото същество тежи три четвърти тон. Необходими са над 15 души, за да управляват Арагог на снимачната площадка.
Плашещата върба изисква комбинация от практически и визуални ефекти. Ръководителят на специални ефекти Джон Ричардсън и неговият екип създават механично задвижвани клони, които да ударят летящата кола. На сцената в Шепъртън Студиос е изграден декор в мащаб 1:3, който включва горната трета от дървото в пълен размер в перспектива, за да изглежда на височина над 30 метра. Дворът и дървото са изградени чрез 3D. Някои снимки са изцяло цифрови. Джарет определя изобразяването като „най-голямото предизвикателство“ на сцената, защото „има толкова много неща, които се движат в [нея]... беше просто огромна“.

### Музика
Джон Уилямс, който композира музиката за предишния филм, се завръща, за да създаде музиката към Хари Потър и Стаята на тайните. Композирането на филма се оказва трудна задача, тъй като Уилямс току-що е завършил музиката към Междузвездни войни: Епизод II - Клонираните атакуват и Специален доклад, когато трябва да започне работата по Хвани ме, ако можеш. Поради това Уилям Рос е привлечен да аранжира музикални теми от Философският камък с новия материал, който Уилямс композира винаги, когато има възможност. Рос също дирижира музикалните сесии с Лондонския симфоничен оркестър. Албумът със саундтрака е издаден на 12 ноември 2002 г.

## Разпространение

### Маркетинг
Кадри от филма започват да се появяват онлайн през лятото на 2002 г., като официалният трейлър дебютира в кината с премиерата на Скуби-Ду през същия юни същата година. Видеоигра, базирана на филма, е издадена в началото на ноември 2002 г. от Електроник Артс за няколко конзоли. Филмът също така продължава успеха на мърчандайзинга, поставен от своя предшественик, с доклади за недостиг на връзките на Стаята на тайните на Лего.

### Домашна употреба
Хари Потър и Стаята на тайните е издаден през 2003 г. на VHS и DVD. По-късно е издаден на Blu-Ray и 4К UHD.
Разширената версия на филма е с времетраене от около 174 минути.

## Прием

### Бокс офис
Предпремиерата на Хари Потър и Стаята на тайните е на 3 ноември 2002 г. на площад Одеон Лестър, а световната премиера е в Обединеното кралство и Съединените щати на 15 ноември 2002 г. Филмът чупи множество рекорди при премиерата си. В САЩ и Канада събира по време на първия уикенд 88,4 милиона долара от 3682 кина, което го прави третото най-голямо прожектиране по това време, след Спайдърмен и своя предшественик Хари Потър и Философският камък. Филмът държи рекорда за най-голям брой прожекции, докато е надминат от Х-Мен 2 на следващата година. Освен това е номер 1 в бокс офиса за два непоследователни уикенда. Хари Потър и Стаята на тайните е вторият филм от 2002 г., който се завръща на първо място, веднага след Знаците на Мел Гибсън. Стаята на тайните, Не умирай днес и Договор за Дядо Коледа 2 надминават слабия старт на Планетата на съкровищата. Хари Потър и Стаята на тайните и Не умирай днес са най-новите филми, които си делят първото място за шест месеца до юни 2003 г., когато Търсенето на Немо става следващият филм, който прави това. В Обединеното кралство филмът чупи всички начални рекорди, които преди това са държани от Философският камък. По време на премиерата си събира 18,9 милиона лири по време на откриването си. Впоследствие събира 54,8 милиона лири в Обединеното кралство; по това време, петият най-голям резултат за всички времена в региона.
В международен план филмът печели 59,5 милиона долара през премиерния си уикенд. В Малайзия Хари Потър и Стаята на тайните събира общо 474 000 долара, счупвайки рекорда на Заличителят за най-печеливш филм в страната за филм на Уорнър Брос. Генерира приходи в размер на 1,03 милиона долара в Сингапур, превръщайки се във второто най-голямо филмово откриване в страната след Изгубеният свят: Джурасик парк. Междувременно филмът печели 3,1 милиона долара в Тайван, надминавайки Мумията се завръща с 16%. Филмът печели над 1,15 милиона долара във Филипините. Филмът събира общо 879,8 милиона долара в световен мащаб. Това е вторият най-касов филм за 2002 г. в световен мащаб след Властелинът на пръстените: Двете кули и четвъртият най-касов филм в САЩ и Канада през същата година с 262,6 милиона долара зад гърба си. Въпреки това, това е филм номер едно за годината извън Америка, с печалба от 617,2 милиона долара в сравнение с 584,5 милиона долара на Двете кули.

### Критичен отговор
В Rotten Tomatoes филмът има рейтинг на одобрение от 82% въз основа на 237 отзива, със среден рейтинг от 7,2/10. Критическият консенсус на сайта гласи: „Въпреки че може би е по-очарователен за по-младата публика, Стаята на тайните е все пак едновременно по-мрачен и по-оживен от предшественика си, като разширява и подобрява вселената на първия филм“. В Metacritic филмът има среден резултат от 63/100, базиран на 35 критици, което показва „като цяло благоприятни отзиви“. Публиката, анкетирана от CinemaScore, дава на филма рядка оценка „A+“, единственият филм от филмовата поредица Хари Потър, получил такава оценка.
Роджър Ебърт дава на Стаята на тайните 4 от 4 звезди, като особено хвали сценографията. Ентъртейнмънт Уийкли хвали филма за това, че е по-добър и мрачен от своя предшественик: „И сред нещата, които този Хари Потър наистина прави много добре, е задълбочаването на по-мрачната, по-плашеща атмосфера за публиката. Това е както трябва да бъде: историята на Хари трябва да става по-мрачна“. Ричард Роупър хвали режисурата на Кълъмбъс и верността на филма към книгата, като каза: „Режисьорът Крис Кълъмбъс върши наистина чудесна работа, верен е на историята, но и я пренася в една кинематографична ера“. Гардиън похвалва по-мрачния сюжет, но допълва, че актьорската игра може да бъде по-добра.

## Дублажи

### Синхронен дублаж
Озвучаващи артисти
| Роля                | Изпълнител        |
| ------------------- | ----------------- |
| Хари Потър          | Живко Джуранов    |
| Рон Уизли           | Красимир Митов    |
| Хърмаяни Грейнджър  | Марина Димитрова  |
| професор Дъмболдор  | Васил Димитров    |
| професор Макгонагъл | Нели Монеджикова  |
| професор Снейп      | Георги Тодоров    |
| Гилдрой Локхарт     | Христо Узунов     |
| Том Рийдъл          | Кирил Бояджиев    |
| Доби                | Румен Угрински    |
| Хагрид              | Стефан Сърчаджиев |
| Луциус Малфой       | Кирил Янчулев     |
| Драко Малфой        | Валентин Тонев    |
| Г-жа Уизли          | Светлана Смолева  |
| Върнън Дърсли       | Сава Пиперов      |
| стенещата Миртъл    | Зорница Маринкова |
| Арагог              | Иван Джамбазов    |
| професор Спраут     | Ива Апостолова    |
| Г-н Уизли           | Марин Янев        |
| Аргус Филч          | Георги Новаков    |
| Оливър Ууд          | Явор Ралинов      |

Допълнителни гласове
| Златина Дончева        |
| Николай Пърлев         |
| Васил Червенков        |
| Живко Джуранов         |
| Розалия Стоянова       |
| Георги Георгиев        |
| Василка Сугарева       |
| Димитриян Иванов       |
| Калин Табов            |
| Пламен Чернев          |
| Виктор Георгиев        |
| Пламен Цветанов        |
| Богослав Ангелоев      |
| Красимир Митов         |
| Благой Костадинов      |
| Виктор Василев         |
| Иван-Александър Иванов |
| Стамен Янев            |
| Стефан Драганов        |
| Теодор Петелов         |

Екип
| Обработка                       | Александра Аудио                       |
| ------------------------------- | -------------------------------------- |
| Режисьор на дублажа             | Василка Сугарева                       |
| Превод и адаптация              | Христо Дерменджиев                     |
| Тонрежисьори                    | Пламен Чернев Петър Костов Стамен Янев |
| Изпълнителен продуцент          | Васил Новаков                          |
| Продуцент на българската версия | АЛЕКСАНДРАГРУП ХОЛДИНГ                 |

### Войсоувър дублажи
| Озвучаващи артисти | Елена Русалиева Силвия Русинова Йорданка Илова Николай Николов Здравко Димитров |

| Озвучаващи артисти | Иван Петков Венета Зюмбюлева Димитър Живков Стефан Димитриев Емил Емилов Христо Чешмеджиев |